# Mykola Bychok
Mykola Byczok C.Ss.R. (em ucraniano:  Микола Бичок, transl. Mykola Bytschok; Ternopil, 13 de fevereiro de 1980) é um cardeal ucraniano da Igreja Greco-Católica Ucraniana, atual eparca da Eparquia dos Santos Pedro e Paulo em Melbourne dos Ucranianos.
Foi criado cardeal pelo papa Francisco em 7 de dezembro de 2024, tornando-se o mais jovem membro do Colégio dos Cardeais.

## Vida
Mykola Byczok ingressou na Congregação do Santíssimo Redentor em 12 de julho de 1997 e fez a profissão temporária em 18 de agosto de 1998. Estudou filosofia e teologia católica na Ucrânia e na Polônia, onde obteve a licenciatura em teologia pastoral. Em 13 de agosto de 2003, Byczok emitiu a profissão perpétua. Foi ordenado diácono em 12 de julho de 2004 pelo Exarca Apostólico da França, Michel Hrynchyshyn, CSsR. Em 3 de maio de 2005, Byczok recebeu o sacramento da ordenação do bispo auxiliar greco-católico ucraniano em Lviv, Ihor Vosnjak, CSsR.
Mykola Byczok trabalhou então como pastor em Prokopjewsk, na Rússia. Mais tarde foi superior do Mosteiro de São José e pároco da paróquia de Nossa Senhora do Perpétuo Socorro em Ivano-Frankivsk, bem como economista da Província dos Redentoristas de Lviv. Em 2015, Byczok tornou-se vigário paroquial da paróquia de São João Batista em Newark.
Em 15 de janeiro de 2020, o Papa Francisco o nomeou eparca da Eparquia dos Santos Pedro e Paulo em Melbourne dos Ucranianos. Recebeu a ordenação episcopal em 7 de junho seguinte do arcebispo maior de Kiev-Halych, Sviatoslav Shevchuk, na Catedral de São Jorge em Lviv, sendo coadjuvado pelo arcebispo greco-católico ucraniano de Lviv, Ihor Vosnyak, CSsR., e pelo bispo auxiliar em Sokal-Shovkva, Petro Losa, CSsR. Mykola Byczok escolheu o lema Пресвятая Богородице, спаси нас (“Santa Mãe de Deus, salva-nos”). A inauguração em Melbourne ocorreu em 12 de julho de 2021.
Durante o Angelus de 6 de outubro de 2024, Papa Francisco anunciou que o criaria cardeal no Consistório de 7 de dezembro de 2024 Recebeu o barrete vermelho, o anel cardinalício e o título de cardeal-presbítero de Santa Sofia na Via Boccea.